# Loutre marine
Lontra felina
Ne doit pas être confondu avec Loutre de mer.
Espèce
Statut de conservation UICN

 EN A3cd : En danger
Statut CITES
Répartition géographique
La Loutre marine ou Loutre de mer méridionale (Lontra felina) encore appelée chat de mer ou chungungo, est une espèce de Mustélidés qui se rencontre le long des côtes du Pérou, du Chili et de l'Argentine.
L'animal vit essentiellement sur les côtes rocheuses, et semble éviter les plages sableuses. Il peut ponctuellement pénétrer dans les estuaires et les rivières, mais son habitat dominant reste la zone côtière marine.
Il en reste un millier à ce jour, et ils ne font qu’un petit ou qu’une tentative de petit par année.
Il ne faut pas confondre Lontra felina avec la loutre de mer (Enhydra lutris).

## Comportement
La loutre marine est solitaire en dehors de la saison de reproduction.

## Alimentation
Elle se nourrit principalement de crustacés, de mollusques et de poissons et occasionnellement d'oiseaux et de petits mammifères. Elle consomme parfois des fruits,.

## Reproduction
Cette espèce est monogame. La saison de reproduction a lieu entre décembre et janvier. La période de gestation est de 60 à 65 jours. La femelle donne naissance à deux à quatre petits entre janvier et mars. Les petits restent avec leurs parents pendant 10 mois.